# Comunidad sostenible
Es una comunidad planificada  
Una comunidad sostenible tiene como definición que es una comunidad ecológica, económica y socialmente sana y resistente a través del manejo de sus recursos naturales, financieros y humanos para satisfacer las necesidades actuales garantizando al mismo tiempo que los recursos suficientes sean equitativamente disponibles en el futuro. El término a veces se utiliza como sinónimo de "ciudades verdes", "ecocomunidades", "ciudades habitables" y "ciudades sostenibles". Diferentes organizaciones tienen diversas interpretaciones de comunidades sostenibles; la definición del término es impugnada y aún en construcción. Por ejemplo, los Principios de Desarrollo Comunitario Sostenible de Burlington (Vermont) enfatizan la importancia del control local de los recursos naturales y un próspero sector sin fines de lucro para una comunidad sostenible. El Instituto de Comunidades Sostenibles describe cómo el empoderamiento político y el bienestar social también forman parte de la definición.
Por otra parte, refiriéndose a las comunidades de Shanghái y Singapur, la geógrafa Lily Kong ha emparejado los conceptos de sostenibilidad cultural y sostenibilidad social con la sostenibilidad ambiental como aspectos de comunidades sostenibles. Mientras tanto, el Plan de Comunidades Sustentables del Reino Unido de 2003 a menudo define comunidades sostenibles como "lugares donde la gente quiere vivir y trabajar, ahora y en el futuro". Dirigiéndose a la escala de comunidades sostenibles, el politólogo Kent Portney señala que el término comunidades sostenibles se ha utilizado para referirse a una amplia variedad de lugares, desde barrios hasta cuencas hidrográficas, ciudades y regiones multiestatales.
Etimológicamente, el término "comunidad sostenible" surgió de los discursos relacionados de "sostenibilidad" y "desarrollo sostenible" que se popularizaron ampliamente entre políticos locales y políticos nacionales e internacionales en las ONG a partir de finales de los años ochenta. El término originalmente se refería a preocupaciones ambientales y luego se aplicó a las ciudades.
Actualmente, el Programa de las Naciones Unidas para el Desarrollo (PNUD) apoya el desarrollo de ciudades y comunidades sostenibles, y bien, existe un apartado que hace referencia al objetivo 11 de la organización, la misma que apoya a otros 16 Objetivos de Desarrollo Sostenible (ODS). 
Objetivo 11: Ciudades y comunidades sostenibles
El objetivo 11 básicamente consiste en lograr que las ciudades y los asentamientos humanos sean inclusivos, seguros, resilientes y sostenibles. Y esto es lo que marca:
"Más de la mitad de la población mundial vive hoy en zonas urbanas. En 2050, esa cifra habrá aumentado a 6.500 millones de personas, dos tercios de la humanidad. No es posible lograr un desarrollo sostenible sin transformar radicalmente la forma en que construimos y administramos los espacios urbanos.
El rápido crecimiento de las urbes en el mundo en desarrollo como resultado de la creciente población y del incremento en la migración ha provocado un incremento explosivo de las mega urbes, especialmente en el mundo desarrollado, y los barrios marginales se están convirtiendo en una característica más significativa de la vida urbana.  
Mejorar la seguridad y la sostenibilidad de las ciudades implica garantizar el acceso a viviendas seguras y asequibles y el mejoramiento de los asentamientos marginales. También incluye realizar inversiones en transporte público, crear áreas públicas verdes y mejorar la planificación y gestión urbana de manera que sea participativa e inclusiva."
Otra organización que apoya la creación de comunidades sostenibles es el Banco Mundial. El Banco Mundial propone tres ideas para implementar una nueva agenda que ayude a crear comunidades sostenibles en el futuro próximo. 
- Financiar la Nueva Agenda Urbana
- Promover el desarrollo territorial
- Mejorar la resiliencia urbana ante el cambio climático y los riesgos de desastres

Estos tres puntos son claves para que en el futuro las comunidades sostenibles puedan existir. Esto requiere una enorme cantidad de inversión para poder empezar a desarrollar cada una de las propuestas. La importancia de las ciudades sostenibles es que estas ayuden al medio ambiente, al mundo para que la sociedad que vive en ciudades sea más inclusiva, que obtengan seguridad, sus necesidades básicas, sepan actuar en comunidad y saber cuales son sus derechos y obligaciones.
La mitad de la humanidad, esto es, unos 3.500 millones de personas, viven actualmente en ciudades, y esta cifra seguirá en aumento ya que las personas para su crecimiento personal suelen mudarse a la ciudad para en estas poder resolver sus problemas tanto económicos, como de facilidad. Los retos que se enfrentan. La desigualdad es motivo de gran preocupación. Hay 828 millones de personas que viven en barrios marginales y esta cifra sigue aumentando. Los niveles de consumo de energía y de contaminación en las zonas urbanas son también preocupantes.